# 코에콰디어족
코에·콰디어족은 남부 아프리카의 코에어족과 앙골라의 사어인 콰디어가 이루는 어족이다. 두 갈래 사이의 관계는 톰 귈데만, 에드워드 엘더킨, 안네마리아 펜이 처음 연구하였다.

## 분류
코에어족과 콰디어에 공통된 대명사 체계와 몇몇 기초어휘가 재구되었다. 콰디어에 관한 자료가 매우 부족하기 때문에 공통된 단어 중 어떤 것이 동계어이고 어떤 것이 차용어인지 알기 어렵지만, 약 50개의 어휘 대응과 공통의 동사 구문이 파악된 바 있다. 추가적인 문법적 대응 관계를 발견할 수 있으리라는 희망 아래, 에른스트 베스트팔이 남긴 콰디어 현장조사 기록은 2018년까지도 계속 연구되고 있다.
Güldemann (2018)은 대명사 체계를 다음과 같이 재구하였다. 최소형(minimal)과 증대형(augmented)의 두 가지 형태가 있었다.
| 인칭       | 최소형 (단수/쌍수 대명사) | 증대형 (복수 대명사) |
| ---------- | ------------------------- | -------------------- |
| 포함1인칭  | *mu                       | ?                    |
| 1인칭 단수 | *ti~ta (이형태)           | ?                    |
| 2인칭      | *sa                       | *o 또는 *u           |
| 3인칭 남성 | *어간-(?)-E               | *어간-(?)-u          |
| 3인칭 여성 | *어간-(s)E                | *어간-(?)-E          |

단, <E>는 정확한 음가를 모르는 전설 모음이고, 대명사 어간은 *xa 같은 지시사 또는 *kho '사람'과 같은 일반명사가 될 수 있었다. 3인칭 접미사는 명사에도 붙을 수 있었고, 명사에는 쌍수 접미사 *-da도 붙을 수 있었다. 
콰디어와 코에어족 모두에, 의존 동사가 접미사 *-(a)Ra로 표시되고 그 뒤의 한정 동사가 무표적으로 나타나는 동사 구문이 있다.
코에콰디어족의 가장 가까운 친척은 고립어인 산다웨어일 가능성이 있다. 산다웨어 대명사 체계는 코에콰디어족과 매우 유사하지만, 규칙적인 음운 대응을 찾기에는 아직 연구가 충분하지 않다. 예컨대 코에어족에는 존재하지만 산다웨어에는 없는 후설 모음 제약 등을 고려하면, 둘 사이의 관계는 어느 정도의 예측 능력을 가질지도 모른다.

## 참고 문헌
- Güldemann, Tom and Edward D. Elderkin (2010) 'On External Genealogical Relationships of the Khoe Family.' in Brenzinger, Matthias and Christa König (eds.), Khoisan Languages and Linguistics: the Riezlern Symposium 2003. Quellen zur Khoisan-Forschung 17. Köln: Rüdiger Köppe.
- Güldemann and Fehn (2014) 'Kwadi perspective on Khoe verb-juncture constructions' 보관됨 2021-01-17 - 웨이백 머신